# Eclissi solare del 25 febbraio 1971
L'Eclissi solare del 25 febbraio 1971 è stato un evento astronomico che ha avuto luogo il suddetto giorno attorno alle ore 09:38 UTC. Tale evento ha avuto luogo nella maggior parte dell'Europa, nell'Africa settentrionale e in alcune aree circostanti. L'eclissi del 25 febbraio 1971 è stata la prima eclissi solare nel 1971 e la 162ª nel XX secolo. La precedente eclissi solare si è verificata il 31 agosto 1970, la seguente il 22 luglio 1971.
Il giorno della luna nuova (novilunio), la differenza tra le distanze apparenti di luna e sole osservate sulla terra è estremamente piccola. In tale momento, se la luna si trova in prossimità del nodo lunare, cioè uno dei due punti in cui la sua orbita interseca l'eclittica, si verifica un'eclissi solare. Quando vi è assenza di ombra e la penombra raggiunge parte dell'estremità settentrionale o meridionale della terra, si verifica un'eclissi solare parziale, che si verifica quindi presso le regioni polari della Terra.

## Percorso e visibilità
Questa eclissi solare parziale ha attraversato la Groenlandia sud orientale, la maggior parte dell'Europa tranne le parti centrali e orientali del Caucaso, l'Asia occidentale sotto l'egida sovietica ora Russia, il Kazakistan nordoccidentale, la metà occidentale della Georgia, la Turchia centrale e occidentale e la Siria nord occidentale.

## Eclissi correlate

### Eclissi solari 1968 - 1971
Questa eclissi è un membro di una serie semestrale. Un'eclissi in una serie semestrale di eclissi solari si ripete approssimativamente ogni 177 giorni e 4 ore (un semestre) in nodi alternati dell'orbita della Luna.